# Puerto de las Flores
Puerto de las Flores är en ort i Mexiko.   Den ligger i kommunen Teloloapan och delstaten Guerrero, i den södra delen av landet, 130 km söder om huvudstaden Mexico City. Puerto de las Flores ligger 791 meter över havet och antalet invånare är 182.
Terrängen runt Puerto de las Flores är varierad. Runt Puerto de las Flores är det ganska tätbefolkat, med 86 invånare per kvadratkilometer. Närmaste större samhälle är Iguala de la Independencia, 12,6 km öster om Puerto de las Flores. I omgivningarna runt Puerto de las Flores växer huvudsakligen savannskog.